# Земля до начала времён 4: Путешествие в Землю Туманов
«Земля до начала времён 4: Путешествие в Землю Туманов» (англ. The Land Before Time IV: Journey Through the Mists) — мультфильм производства США, продолжающий мультипликационную серию «Земля до начала времён» (1996).

## Сюжет
Из далёких краёв в Великую Долину приходит кочующее стадо Длинношеих, среди которых — Эли, сверстница Литтлфута. Дети быстро находят общий язык и играют вместе, но попытка Литтлфута познакомить Эли со своими товарищами — Сэрой, Даки, Спайком и Питри — оказывается неудачной: она их боится, а те, в свою очередь, ревнуют её к Литтлфуту. Однако это не единственное, что огорчает и печалит Литтлфута: его дедушка внезапно тяжело заболел, и вылечить его могут только лепестки Ночного Цветка, растущего в Земле Туманов. Вместе с Эли он тайком от взрослых отправляется на поиски чудесного цветка. Вначале они уходят только вдвоём; но когда в пещере, через которую пролегает путь в Землю Туманов, в результате землетрясения обрушивается свод, Эли приходится вернуться в Долину за остальными динозавриками, которые помогают расчистить завал и вызволить попавшего в ловушку Литтлфута. 
 И вот, наконец, вся компания оказывается в Земле Туманов. Это — странное и загадочное место, где много опасностей, и где детям приходится спасаться от злобных хищников — огромной брюхоползухи Дил и её сообщника, остроклюва Ики. Но крепкая дружба и взаимовыручка помогает динозаврикам преодолеть все препятствия; они находят Ночной Цветок и благополучно возвращаются домой с чудесным лекарством для дедушки Литтлфута.

## Персонажи и актёры
- Скотт Макэфи — Литтлфут (англ. Littlefoot).
- Кэндейс Хатсон — Сэра (англ. Cera).
- Хизер Хоуген — Даки (англ. Ducky).
- Джефф Беннетт — Питри (англ. Petrie), Ики (англ. Ichy).
- Роб Полсен — Спайк (англ. Spike).
- Кэрол Брюс — Старейшая (англ. Old One).
- Джулиана Хансен — Эли (англ. Ali).
- Кеннет Марс — Дедушка (англ. Grandpa Longneck).
- Линда Гейри — Бабушка (англ. Grandma Longneck).
- Чарлз Дёрнинг — Арчи (англ. Archie).
- Тресс Макнилл — мать Эли / Дил (англ. Dil)
- Фрэнк Уэлкер — Пушок (англ. Tickles).